# Cova de l'Arbreda
La Cova de l'Arbreda és un jaciment arqueològic de cronologia prehistòrica, la més important de les diverses cavitats que hi ha al paratge del Reclau, al municipi de Serinyà (Pla de l'Estany), declarat Bé cultural d'interès nacional.
Actualment forma part del Parc de les Coves Prehistòriques de Serinyà. Els neandertals la van habitar entre ara fa uns 140.000 i 39.000 anys, mentre que els humans moderns ho van fer entre ara fa uns 39.000 i fins als 16.000 anys. La Cova de l'Arbreda és un dels jaciments arqueològics d'un indret conegut com el paratge del Reclau, en un dels extrems de travertí de l'antic llac d'Espolla. Es troba a Serinyà, un poble de la comarca de Banyoles, al nord-est de Catalunya. El paratge del Reclau es troba a 4km al nord de Banyoles, i actualment està inclòs en el Parc de les Coves Prehistòriques de Serinyà.
Al paratge del Reclau es troba un conjunt de jaciments, que en conjunt suposen una seqüència cronològica d'època prehistòrica molt llarga, rica i representativa. Les cavitats principals són la cova de l'Arbreda, la cova de Mollet, la cova del Reclau Viver i la cova d'en Pau. De menor importància, però també bons jaciments arqueològics, són l'Arbreda II, Mollet III i el cau del Roure. Totes les coves s'obren en una franja de travertí de cascada carstificat. El travertí de cascada d'aquest indret es va formar per la precipitació del carbonat càlcic (CaCO3) que transportaven les aigües superficials que davallaven en forma de cascades i rierols des del pla d'Usall fins al Serinyadell. Aquest primer procés va generar espais coberts per voltes naturals de travertí. Posteriorment el travertí es va carstificar i van aparèixer orificis de diferents mides.
Pel que fa al context geològic, l'Arbreda així com les altres coves del Reclau es troben al marge oest del pla d'Usall, una de les unitats morfològiques que formen la conca lacustre de Banyoles-Besalú. Aquesta conca està situada entre les comarques naturals de la Garrotxa a l'oest, formada per relleus eocènics, de l'Empordà a l'est i al sud, una depressió reomplerta de materials neògens i quaternaris, i l'Alta Garrotxa al nord, un massís eocènic que forma part del Pre-Pirineu. El pla d'Usall és un pla estructural format per calcàries d'origen lacustre plio-quaternàries, cobertes per un sòl bru de terra rossa.

## Descobriment i historiografia del jaciment
La cova de l'Arbreda fou descoberta pel Dr. Corominas mentre excavava la cova del Reclau Viver l'any 1947, però l'excavació d'aquesta nova cavitat va ser abandonada perquè donà uns resultats pobres. Al desembre de 1972 va reiniciar les excavacions, aquesta vegada amb resultats molt positius, les quals es van prolongar fins a l'abril de 1973. El 1975, després que la Diputació de Girona comprés i protegís el paratge del Reclau, es van reprendre les excavacions, aquest cop dirigides per Narcís Soler i amb la col·laboració inicial d'Henry de Lumleu i Enric Ripoll de manera ininterrompuda fins al 1987. Entre el 1988 i el 1995 es va dur a terme un procés d'ordenació i estudi de bona part dels materials de les antigues excavacions. Aquests treballs han motivat una gran quantitat d'investigacions i de col·laboracions de publicacions científiques. Les excavacions van ser represes el 1996, assumides per la Universitat de Girona i el Museu d'Arqueologia de Catalunya-Girona sota la direcció de Narcís Soler i Masferrer i Julià Maroto i Genover. Des de llavors la cova ha estat excavada sense interrupcions i així ho continua sent avui dia, amb campanyes anuals. Igualment ha prosseguit l'estudi dels materials.

## Cronologia del jaciment, estratigrafia
La grandària de la cova és difícil de deduir perquè el rebliment amaga les seves formes, però per la seva morfologia es suposa que amida uns 18 metres de nord a sud i uns 12 metres d'est a oest. El seu terra és irregular. La seva potència estratigràfica total que es coneix en aquests moments és superior als 11 metres i abasta dipòsits de l'holocè, del Paleolític superior i del Paleolític mitjà.
La cova està dividida en tres sectors: el sector alfa, el beta i el gamma. El sector Alfa constitueix una profunda cala oberta pel Dr. Corominas que atravessa sediment i blocs caiguts. Arriba fins als 8,80 metres de profunditat. El sector gamma està situat al nord de l'alfa i representa l'extrem septentrional del jaciment. Amida uns 5 metres de nord a sud i 2 metres d'est a oest. El sector beta es troba al sud del sector alfa.
En l'estratigrafia de l'Arbreda es distingeixen cinc períodes culturals: Neolític, Solutrià, Perigordià Superior, Aurinyacià evolucionat i Musterià. Narcís Soler descriu l'estratigrafia en quatre gran trams ben diferenciats:
1. Argiles vermelles que ocupen l'espai que deixen els grans blocs de travertí. Postglacial, contenen Neolític.
2. Argiles més o menys arenoses. Augmenta de forma gradual la proporció de fragments i blocs d'estalagmita fins a trobar enormes blocs de travertí entre els 4 i 5m de profunditat. Solutrià i Gravetià. Sota els blocs terres negres a causa de la presència de llars. Aurinyacià i Mosterià.
3. Argiles més clares sense pedres i amb presència de fosfats, entre els 6,30 i els 7,50m de profunditat. Contenen Mosterià.
4. Sediment força alterat, amb concrecions de manganès que li donen un to negrós. L'últim tram és de sorra granada sense cohesió, amb una quantitat extraordinària d'indústria lítica i de restes òssies. Mosterià antic.

La seqüència estratigràfica de l'Arbreda presenta tota la darrera glaciació: els estadis i interestadis del Würm hi són observables a primera vista per la coloració de les terres i per l'abundància de pedres i blocs.
Troballes
- Nivell neolític i Edat dels Metalls: Restes humanes i ceràmica, pobre indústria lítica de quars i sílex.
- Epipaleolític: Restes òssies de fauna, indústria lítica pobre i poc significativa.
- Solutrià: Restes fòssils de fauna abundants, sobretot de cavall. Indústria lítica important: Fulles de llorer, puntes solutrianes, puntes pedunculades asimètriques, gratadors, micròlits i també indústria amb quars, quarsita i algun còdol tallat.
- Gravetià: Puntes de Gravette, gratadors, burins, làmines de dors, quasi tot fet amb sílex i d'una gran qualitat.
- Aurinyacià: Abunden les peces característiques d'aquest període cultural, tals com: gratadors de morro, burins i làmines estrangulades. També s'han trobat petites llaminetes Dufour i tres puntes de Châtelperron, a més de puntes de tipus mosterià, asclats levallois, puntes de Tayac i atzagaies amb os.
- Mosterià: Nivells més rics tant en indústria com en fauna, aquesta molt ben conservada. El sílex desapareix completament i és substituït pel quars, la quarsita, el pòrfir i la calcita dura. En els nivells més profunds els estris apareixen amb un elevat grau de densitat.

Cal fer un esment a la troballa d'indústria de transició del Paleolític mitjà al superior, corresponent als nivells finals del Mosterià i als inferiors de l'Aurinyacià, i un nivell de transició comprés entre els 5,8 i 6 metres. Les eines i restes característiques d'aquest període són: asclats levallosianes, rascadores, denticulats sobre suports de quars i quarsita i instruments de sílex típicament châtelperronians (3 puntes châtelperron, burins busque, fulletes Duofur, etc).

## Contextualització mediambiental
El paisatge vegetal que ens reflecteix l'anàlisi de les restes faunístiques del micromamífers és un paisatge dominat pels espais oberts, amb zones boscoses molt reduïdes. La continuïtat de les espècies de macrofauna dominants mostra una poca transcendència dels canvis climàtics. Aquest paisatge vegetal també s'ha constatat mitjançant les anàlisis pol·líniques, les quals mostren una gran predominància d'espècies no arbòries, sent esporàdica la presència d'espècies arbòries.
Pel que fa a la fauna, el conill és l'espècie dominant seguida pels herbívors, exceptuant els nivells del Paleolític mitjà on abunden els carnívors (ós de les cavernes). L'evidència arqueològica així com el mateix complex faunístic indiquen quatre possibles fonts d'aportació d'ossos: l'activitat humana; l'aportació pels carnívors (a l'Arbreda representats l'ós de les cavernes, la hiena, la pantera fòssil, el linx i la guineu); dels rapinyaires (representats el falcó mostaxut, el xoriguer gros i el petit, i el mussol emigrant i el mussol comú); i els animals que van triar el jaciment com a cau i van morir a dins.